# Сапёр

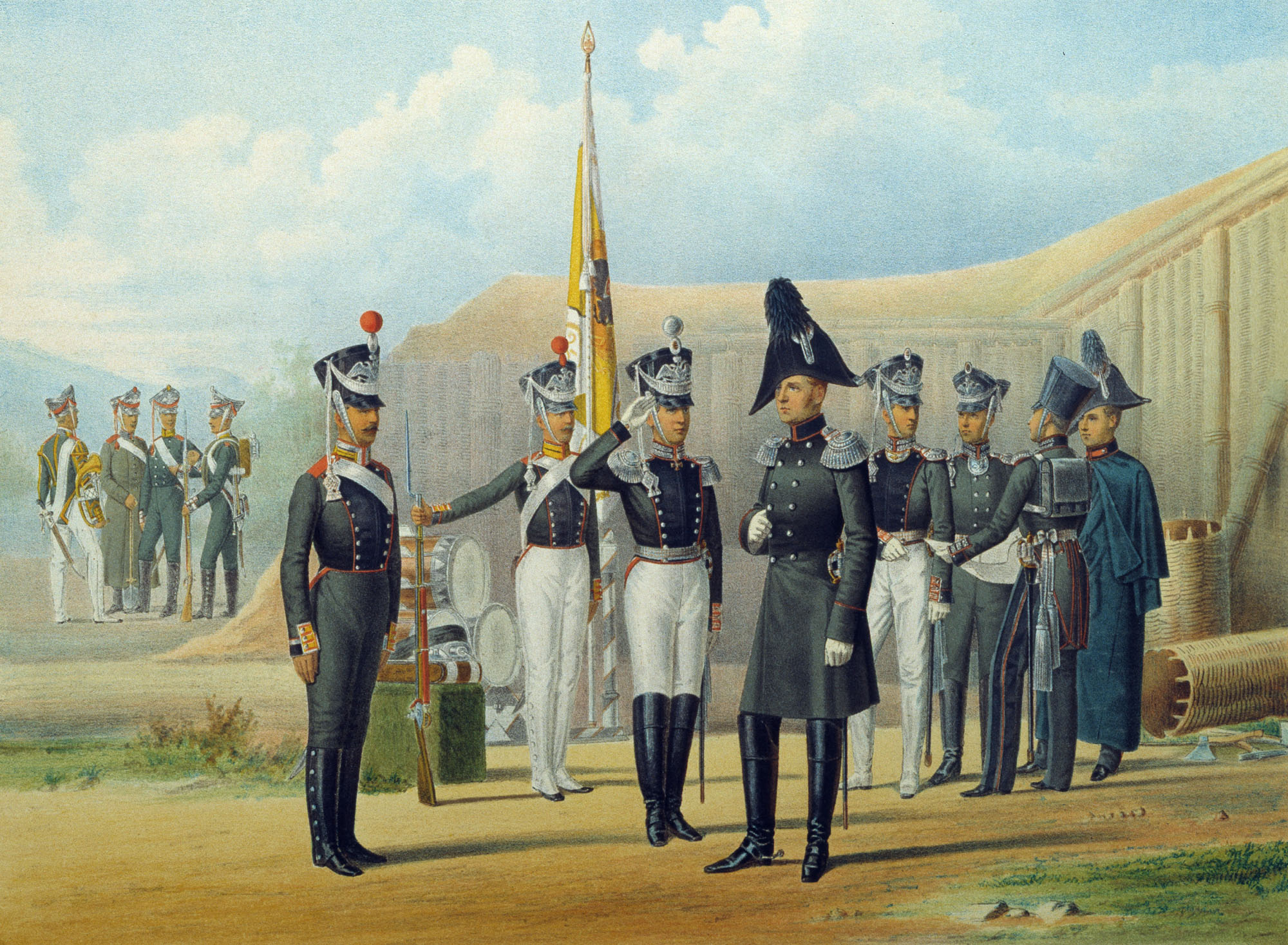
Чины Лейб-гвардии Сапёрного батальона в 1812 году.

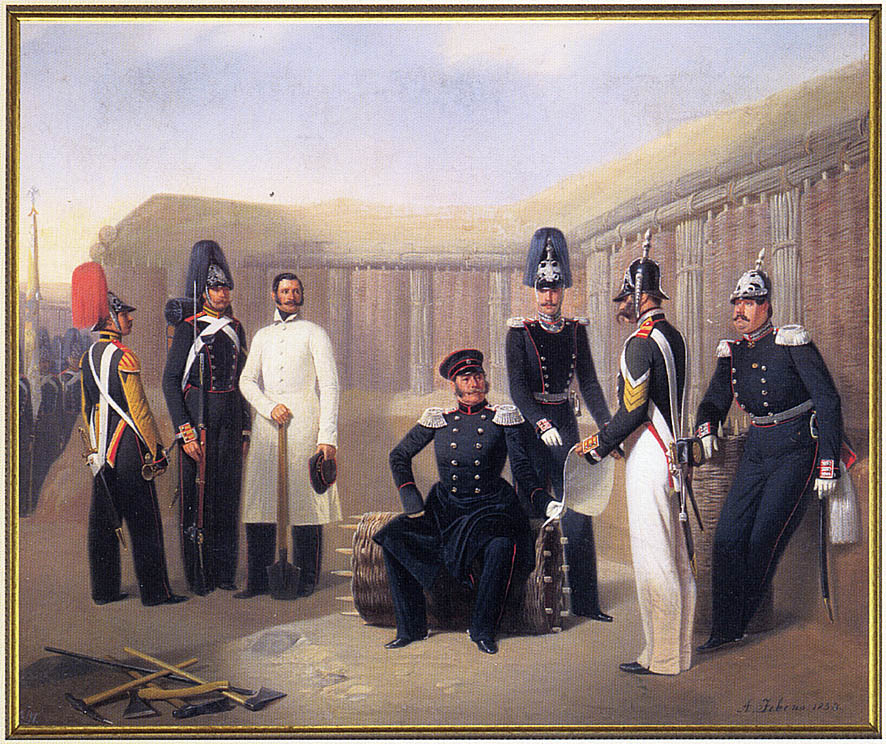
Сапёры Лейб-гвардии Сапёрного батальона.
1853 год. Картина работы А. И. Гебенса
В центре на фашине сидит командир батальона генерал-майор Н. Ф. Хомутов, крайний справа — полковник Н. К. Зацепин (известный художник, погиб 10 мая 1855 года при обороне Севастополя). (Музей А В. Суворова в Санкт-Петербурге.)

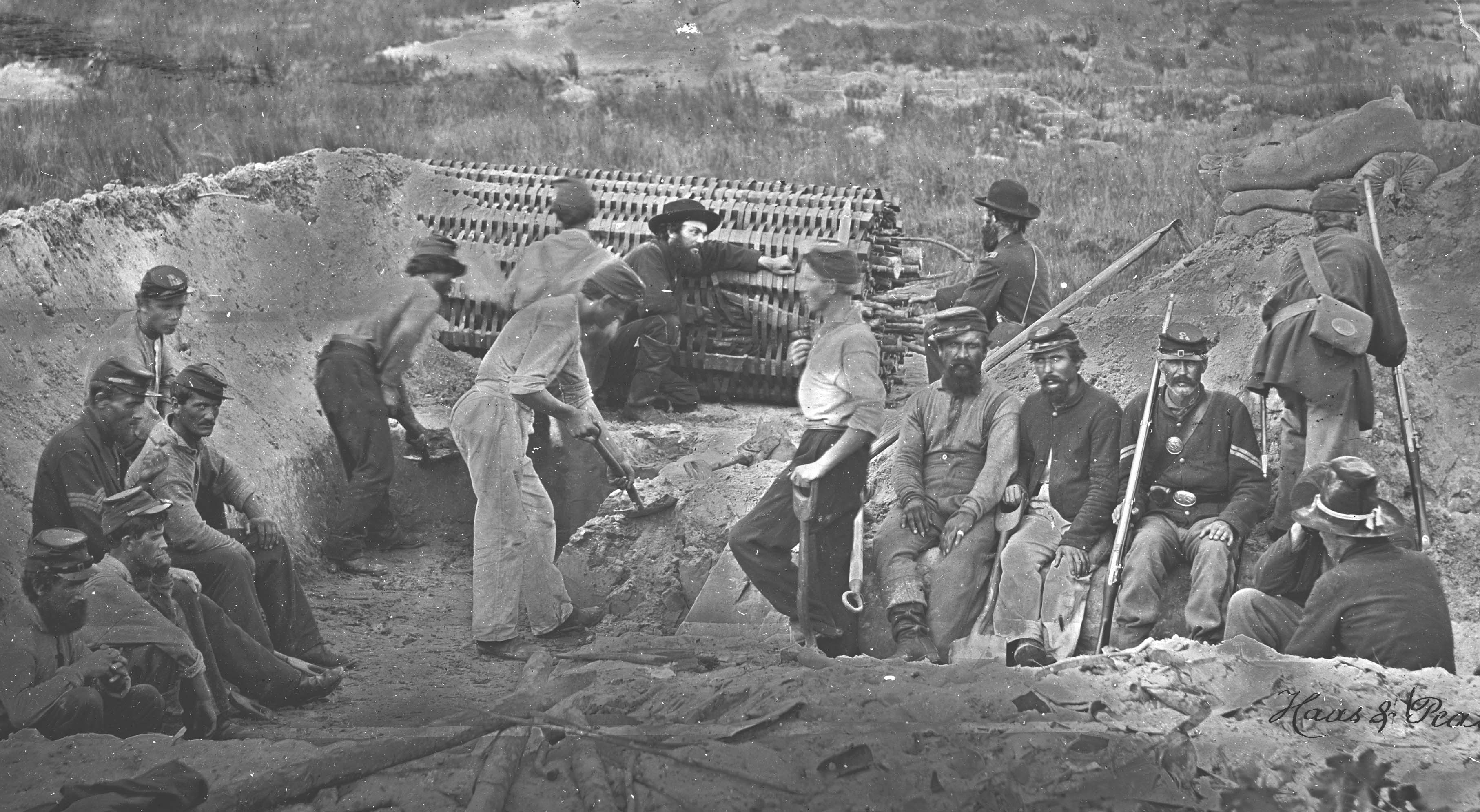
Сапёры роют траншею под прикрытием передвижного заграждения — мантелета.

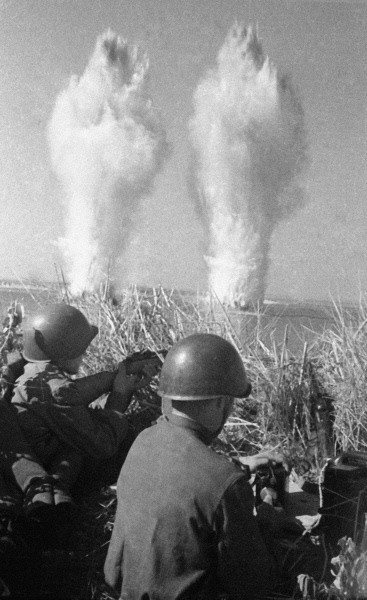
Сапёры РККА во время Великой Отечественной войны.

Сапёр (от фр. sapeur — вести сапы, подкапываться) — лицо, находящееся на службе в инженерных войсках, основной задачей которых является инженерное обеспечение военных действий оборонительного или наступательного характера.
В другом источнике указано что Сапёры (фр. sapeurs, от фр. saper — вести подкоп), название личного состава инженерных войск в армиях многих государств. В вооружённых силах некоторых иностранных государств термину сапёры соответствовал термин пионеры. По сравнению с минёрами, которые специализировались на подземной минной борьбе, и пионерами, которые вели дорожные работы, подразделения сапёров были более универсальными, в связи с чем они составляли основу инженерных войск. В бытовом употреблении сапёром называется специалист (не обязательно военнослужащий), занимающийся обезвреживанием мин и неразорвавшихся снарядов. Профессиональные праздники сапёров в мире отмечаются:
- Россия — 21 января (День инженерных войск);
- Украина — 3 ноября (День инженерных войск Украины);
- Армения — 7 сентября (День инженерных войск Армении).

## История
Появление термина «сапёр» относится к XVII веку, когда так называли военнослужащих, совершавших подкопы — сапы под крепостные сооружения противника для их последующего разрушения. В 1678 году сапёры были выделены в специальные подразделения во Франции, а в 1712 году — в России.
При Петре Великом, в 1701 году, в Москве была образована Инженерная школа — Школа математических и навигацких наук, предназначавшаяся для подготовки командного состава, в том числе и для инженерного дела, а позднее были сформированы первые сапёрные части: отдельные инженерная и минёрная роты. В Вооружённых силах Российской империи сапёрные роты и батальоны стали создаваться в конце XVIII столетия, и первоначально предназначались для устройства подкопов под крепостные сооружения противника при их осаде, позднее – для возведения различных фортификационных сооружений и выполнения других военно-инженерных работ.
27 февраля 1797 года император Павел I основал пионерный полк трёхбатальонного состава (каждый батальон включал три пионерные и минёрную роту). Перед полком ставилась задача обеспечивать выполнение военно-строительных работ во время походов и боевых действий, а также скрытность работ. Полк использовался только по указанию главнокомандующего войсками. В 1803 году пионерный полк был разделен на 1-й и 2-й пионерные полки двухбатальонного состава, а с 1806 года уже трёхбатальонного состава. В 1813 году из пионерных полков № 1 и № 2 были выделены роты на сформирование трёхбатальонного Сапёрного полка, в котором каждый батальон состоял из двух минёрных и двух сапёрных рот. В 1816 году 1-й и 2-й пионерные полевые полки и сапёрный батальон переформированы в отдельные батальоны четырёхротного состава.
В  Русских гвардии и армии сапёры входили в общий состав инженерных войск и назначались для производства в военное время различных работ в поле и в крепостях. Исторически задачами сапёров являлись:
- создание подкопов под оборонительные сооружения или рытьё траншей для скрытного приближения к позициям противника;
- создание собственных фортификационных сооружений на линии фронта;
- обеспечение переправ через реки, болота;
- налаживание линий снабжения и восстановление разрушенных объектов инфраструктуры;
- обезвреживание мин, ракет и снарядов.

В Германии, Австрии и отчасти во Франции сапёрные части были слиты с понтонными; в России они существовали отдельно.
В XVIII — XIX веках круг задач сапёров постепенно расширялся. 21 октября 1836 года Округа военных поселений Сапёрных бригад, вместе с Поселенными батальонами, были преобразованы в Округа пахотных солдат.
В мирное время на сапёрные бригады было возложено обучение сапёрным работам отборных военнослужащих, командируемыми на один лагерный сбор в сапёрные бригады, по обучении при которых они возвращаются в свои части, где они служили руководителями сапёрных работ и источниками распространения сапёрных знаний для подчинённого личного состава.
На 1894 год, в ВС России, войсковые части инженерных войск, кроме железнодорожных батальонов, были соединены в 6 сапёрных бригад различного состава. В них входили:
- 17 сапёрных батальонов, например Сапёрный лейб-гвардии батальон, Гренадерский сапёрный батальон и другие номерные (№) отдельные формирования;
- один сапёрный полубатальон (Туркестанский);
- три сапёрные роты (Восточно-Сибирская, Западно-Сибирская и Закаспийская);
- 8 понтонных батальонов;
- 17 военно-телеграфных парков;
- 6 полевых инженерных парков[7].

В XX веке произошла специализация — и из состава сапёров выделились железнодорожники, воздухоплаватели, автомобилисты и проч. В период Великой Отечественной войну в Красной Армии ВС Союза ССР, помимо сапёрных взводов, рот и батальонов также имелись сапёрные и инженерно-сапёрные бригады и даже сапёрные армии. 

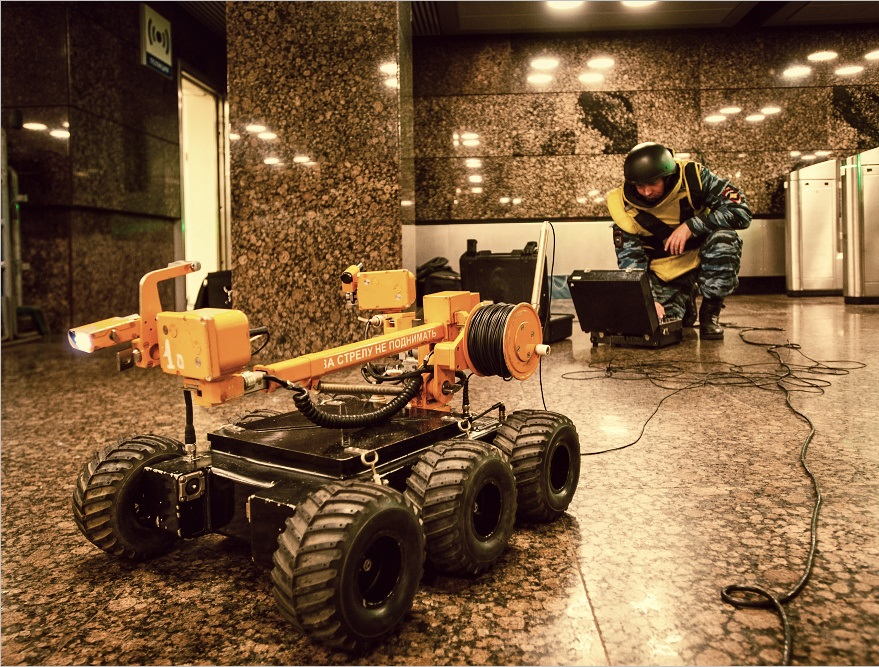
Взрывотехник московской полиции на станции Достоевская Московского метрополитена

## Виды и типы
Некоторые разделяют сапёров по видам и типам в составе формирований:
- полковые сапёры
- дивизионные сапёры
- корпусные сапёры
- армейские сапёры
- фронтовые сапёры
- войсковые сапёры

## Сапёры в массовой культуре
- Широко распространена пословица «Сапёр ошибается только один раз»[8], появление которой связано с высокой опасностью работ по разминированию и обезвреживанию боеприпасов, когда любая ошибка может быть смертельной.
- Сапёр (игра) — компьютерная игра-головоломка, получившая широкое распространение благодаря операционной системе Windows, в базовый комплект поставки которой она включается.
- Сапёр Антонин Во́дичка — персонаж романа Ярослава Гашека «Похождения бравого солдата Швейка»
- Памятник Слава Сапёрам в Варшаве.

## Галерея

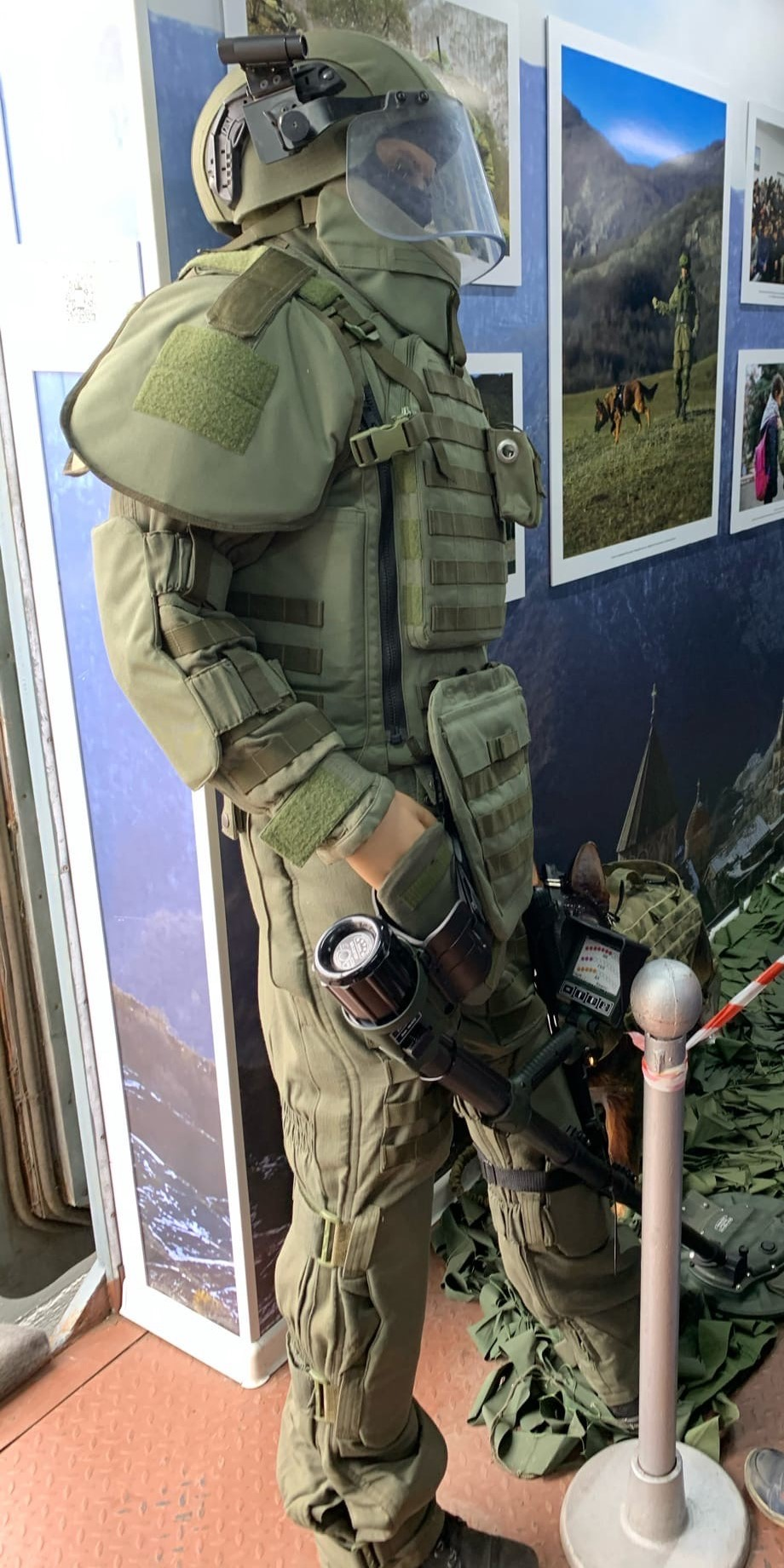
Экипировка современного сапера
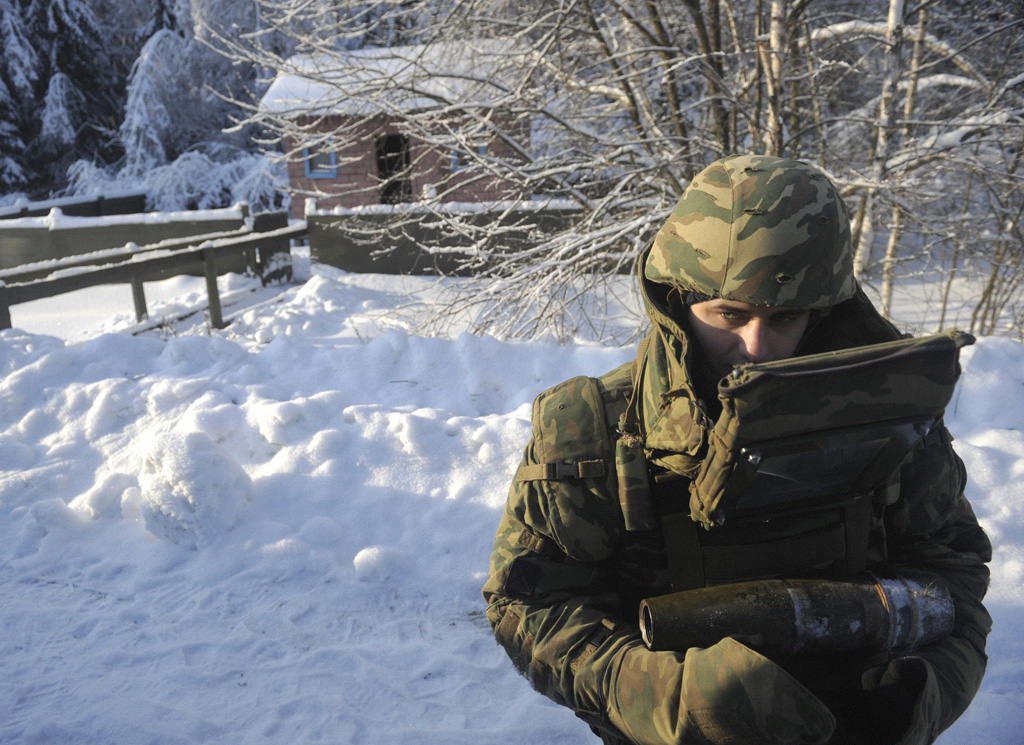
Сапёр в защитном костюме «Дублон» держит снаряд на учениях гвардейской инженерно-сапёрной бригады и инженерно-маскировочного полка ВС России, Московская область, 19 января 2011 года, фото «РИА Новости».
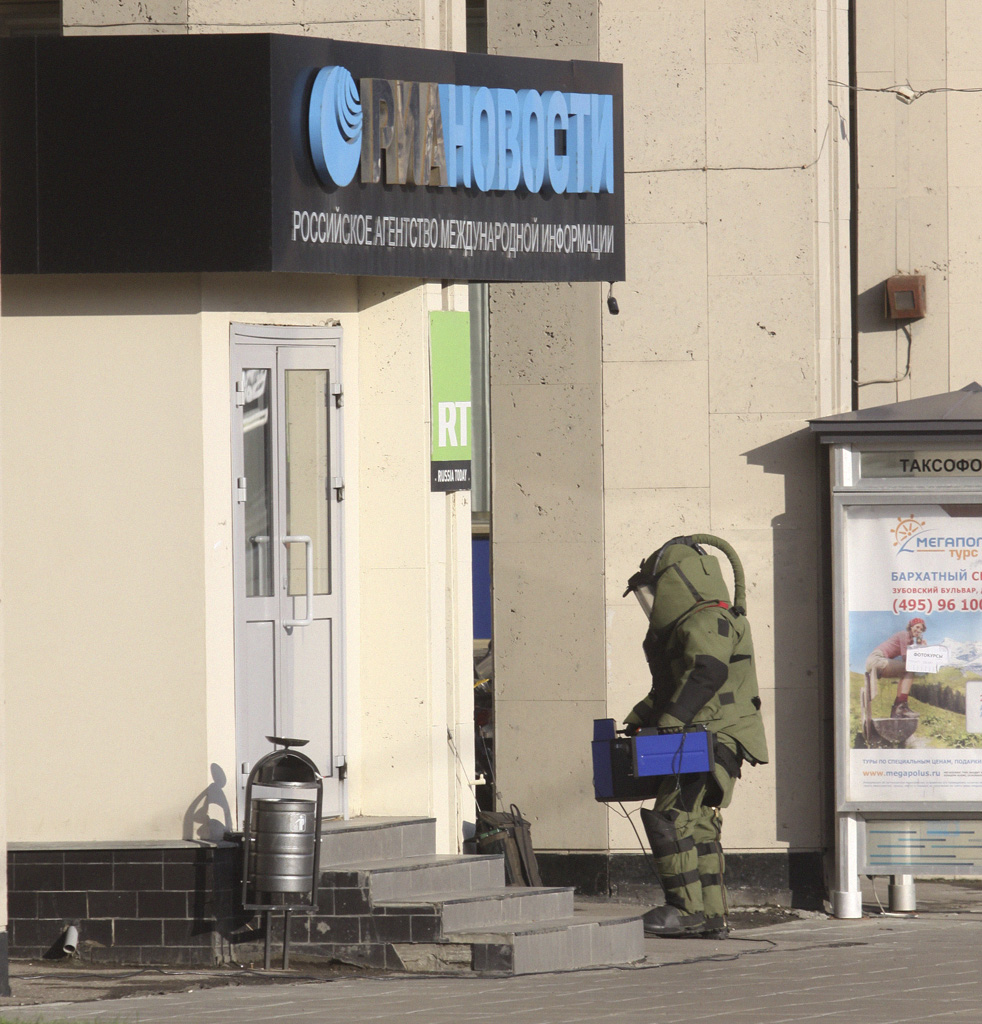
Сапёр ФСБ России работает возле здания российского агентства международной информации РИА Новости на Зубовском бульваре, где у проходной была обнаружена подозрительная коробка, Москва, Россия, фото «РИА Новости».
Чертёж большой сапёрной лопаты (БСЛ-110).
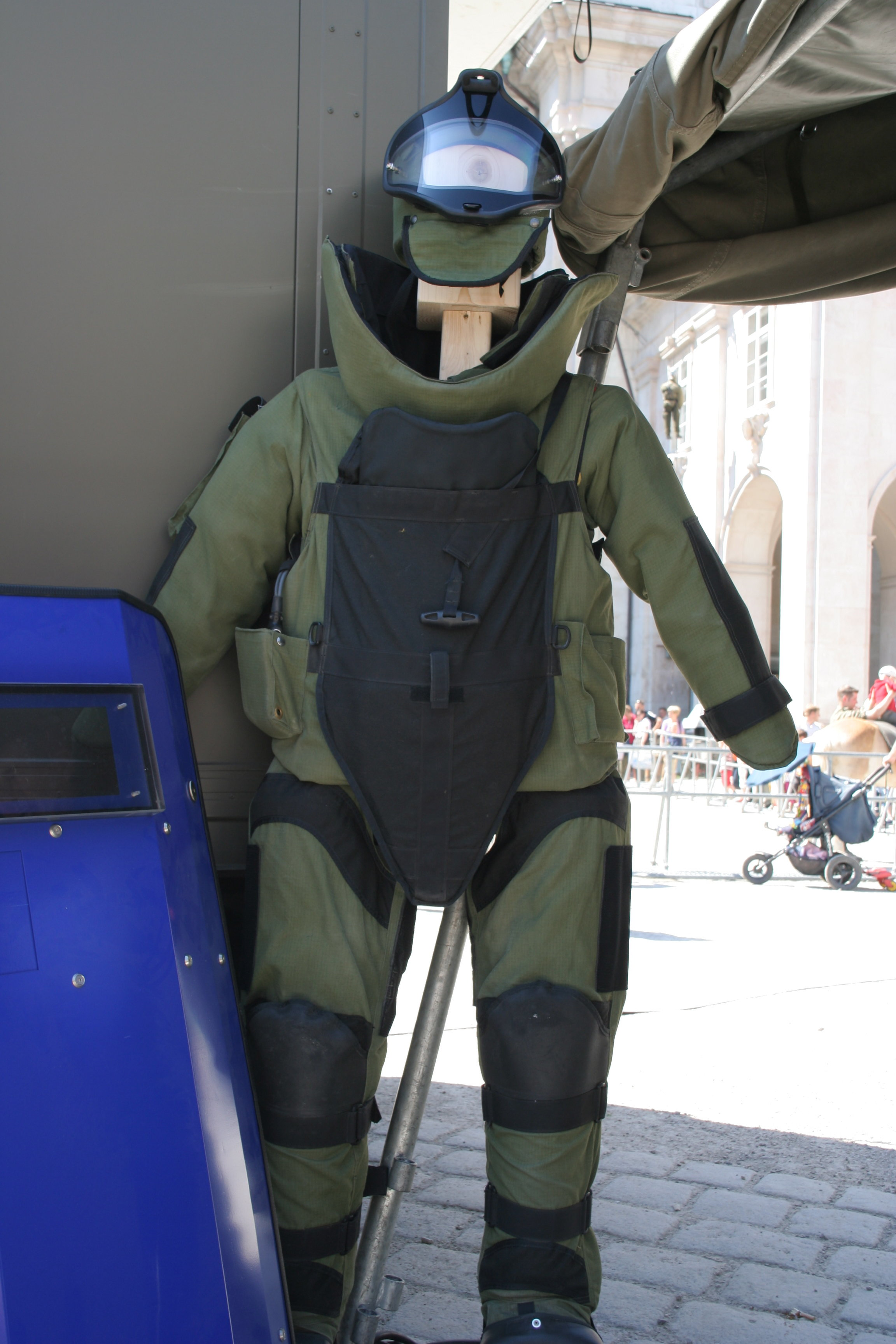
Костюм для разминирования.
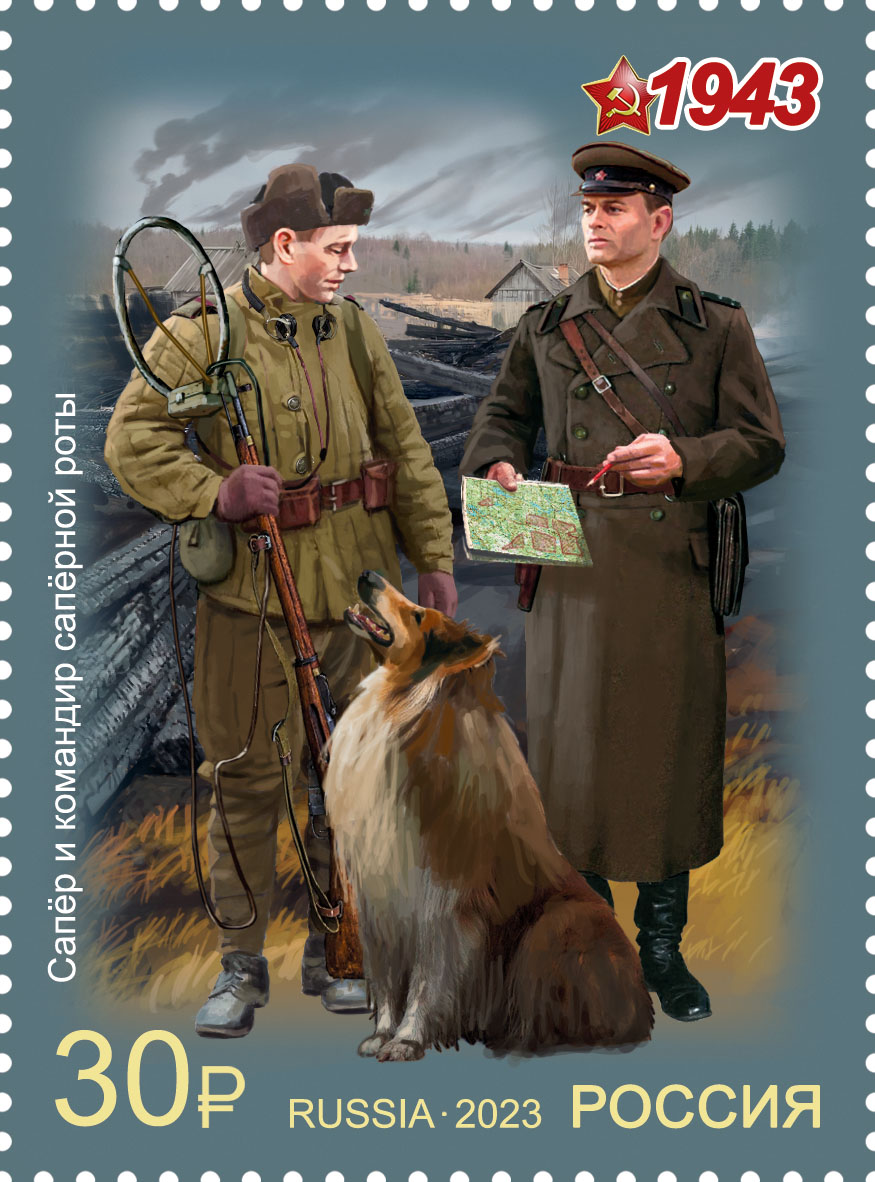
Сапёр и командир сапёрной роты на почтовой марке России